# 353 a.C.

## Eventos
- Caio Sulpício Pético, pela quarta vez, e Marco Valério Publícola, pela segunda vez, cônsules romanos.
- Tito Mânlio Imperioso Torquato nomeado ditador pela primeira vez e escolhe Aulo Cornélio Cosso como seu mestre da cavalaria.
- Início da construção do Mausoléu de Halicarnasso a mando da sátrapa da Cária Artemísia II, em homenagem a seu irmão e marido,Mausolo.

## Nascimentos
- Alexandre, o Grande, rei da Macedônia (m. 323 a.C.)